# Kanton Aix-les-Bains-Sud
Der Kanton Aix-les-Bains-Sud war von 1985 bis 2015 ein französischer Wahlkreis im Département Savoie. Sieben Gemeinden aus dem Arrondissement Chambéry gehörten zum Kanton, dessen Hauptort Drumettaz-Clarafond war. Die landesweiten Änderungen in der Zusammensetzung der Kantone brachten zum März 2015 seine Auflösung.

## Gemeinden
Der Kanton bestand aus einem etwa 4.100 Einwohner (Stand 2012) umfassenden Teil der Stadt Aix-les-Bains (angegeben ist die Gesamteinwohnerzahl der Stadt) und weiteren sechs Gemeinden:
| Gemeinde            | Einwohner Jahr | Fläche km² | Bevölkerungsdichte | Code INSEE | Postleitzahl |
| ------------------- | -------------- | ---------- | ------------------ | ---------- | ------------ |
| Aix-les-Bains       | 29.580 (2013)  | –          | – Einw./km²        | 73008      | 73100        |
| Drumettaz-Clarafond | 2.548 (2013)   | 11,38      | 224 Einw./km²      | 73103      | 73420        |
| Méry                | 1.616 (2013)   | 9,07       | 178 Einw./km²      | 73155      | 73420        |
| Mouxy               | 2.239 (2013)   | 6,28       | 357 Einw./km²      | 73182      | 73100        |
| Tresserve           | 3.109 (2013)   | 2,77       | 1122 Einw./km²     | 73300      | 73100        |
| Viviers-du-Lac      | 2.156 (2013)   | 3,94       | 547 Einw./km²      | 73328      | 73420        |
| Voglans             | 1.785 (2013)   | 4,62       | 386 Einw./km²      | 73329      | 73420        |